# 大潭水塘道
大潭水塘道（英語：Tai Tam Reservoir Road）是香港的一條道路，大部份路段沿山坡上落，部份則建於水壩上。大潭水塘道始至香港島黃泥涌峽，黃泥涌水塘公園之西北、淺水灣道、黃泥涌峽道與布力徑之間的交通交匯處，該處也是港島徑第四段的終點，同時也是港島徑第五段之起點。大潭水塘道的中端與柏架山道的南端交匯。大潭水塘道之尾段穿過大潭道之中段，交界處在大潭篤水塘以南、大潭童軍中心以西。大潭水塘道末端在大潭童軍中心以東、大潭港以西、紅山半島以北。
此路陽明山莊以西一段是灣仔區和南區區界的一部分，以東一段則是東區和南區區界的一部分，近港島徑和衞奕信徑的交滙點是灣仔區、東區和南區的分界點。

## 交通管制
大潭水塘道除了鄰近陽明山莊的北端一小段，以及與大潭道交界的南端一小段外，大潭水塘道的大部分路段都位處大潭郊野公園之內，不開放予一般車輛通行，在兩端都有車閘阻擋未經批准的車輛進入，行人則可經車閘側面的狹窄行人通道進出郊野公園。

## 沿途建築
- 黃泥涌水塘公園
- 黃泥涌峽軍事遺址
- 陽明山莊
- 大潭水塘
- 大潭童軍中心
- 香港國際學校

## 外部連結
- 大潭水塘道地圖（页面存档备份，存于）